# 2. ŽNL Krapinsko-zagorska 2009./10.
Ovaj članak je podtema članka: 6. rang HNL-a 2009./10.

2. ŽNL Krapinsko-zagorska u sezoni 2009./10. predstavlja drugi stupanj županijske lige u Krapinsko-zagorskoj županiji, te ligu šestog stupnja hrvatskog nogometnog prvenstva. 
 
Sudjelovalo je devet klubova, a prvak lige je postao klub "Omladinac" iz Dubrovčana. 

## Sustav natjecanja
Devet klubova je igralo dvokružnu ligu (18 kola, 16 utakmica po klubu). 

## Ljestvica
| mj. | klub                        | ut. | pob | ner | por | gol+ | gol- | bod |
| --- | --------------------------- | --- | --- | --- | --- | ---- | ---- | --- |
| 1.  | Omladinac Dubrovčan         | 16  | 11  | 1   | 4   | 41   | 20   | 34  |
| 2.  | Toplice (Krapinske Toplice) | 16  | 9   | 3   | 4   | 31   | 16   | 30  |
| 3.  | Sloga Konjščina             | 16  | 7   | 6   | 3   | 36   | 24   | 27  |
| 4.  | Vatrogasac Brezova          | 16  | 8   | 1   | 7   | 51   | 19   | 25  |
| 5.  | Mladost Marija Bistrica     | 16  | 8   | 1   | 7   | 26   | 32   | 25  |
| 6.  | Milengrad Budinščina        | 16  | 7   | 3   | 6   | 27   | 27   | 24  |
| 7.  | Đalski Gubaševo             | 16  | 5   | 4   | 7   | 30   | 34   | 19  |
| 8.  | Mladost Belec               | 16  | 5   | 3   | 8   | 19   | 33   | 18  |
| 9.  | Lobor                       | 16  | 0   | 2   | 14  | 9    | 65   | 2   |

### Rezultatska križaljka
| kratica | klub                        | ĐAL | LOB | MIL | MLAB | MLAMB | OML | SLO | TOP | VAL |
| --- | --------------------------- | --- | --- | --- | ---- | ----- | --- | --- | --- | --- |
| ĐAL | Đalski Gubaševo             |     |     |     |      |       |     |     |     |     |
| LOB | Lobor                       |     |     |     |      |       |     |     |     |     |
| MIL | Milengrad Budinščina        |     |     |     |      |       |     |     |     |     |
| MLAB | Mladost Belec               |     |     |     |      |       |     |     |     |     |
| MLAMB | Mladost Marija Bistrica     |     |     |     |      |       |     |     |     |     |
| OML | Omladinac Dubrovčan         |     |     |     |      |       |     |     |     |     |
| SLO | Sloga Konjščina             |     |     |     |      |       |     |     |     |     |
| TOP | Toplice (Krapinske Toplice) |     |     |     |      |       |     |     |     |     |
| VAT | Vatrogasac Brezova          |     |     |     |      |       |     |     |     |     |
| |                             |     |     |     |      |       |     |     |     |     |
| podebljan rezultat - utakmice od 1. do 9. kola (1. utakmica između klubova) rezultat normalne debljine - utakmice od 10. do 18. kola (2. utakmica između klubova) rezultat nakošen - nije vidljiv redoslijed odigravanja međusobnih utakmica iz dostupnih izvora rezultat nakošen i smanjen * - iz dostupnih izvora nije uočljiv domaćin susreta prekrižen rezultat - poništena ili brisana utakmica p - utakmica prekinuta 3:0 p.f. / 0:3 p.f. - rezultat 3:0 bez borbe |                             |     |     |     |      |       |     |     |     |     |

 Izvori: 

## Vanjske poveznice
- nskzz.hr, Nogometni savez Krapinsko-zagorske županije
- semafor.hns.family